# Leandro Farias
Leandro Farias, mais conhecido como Leandrinho (Florianópolis, 18 de outubro de 1983) é um ex-futebolista brasileiro que atuava como atacante. 

## Títulos
Avaí
- Campeonato Catarinense de Futebol Juvenil - 1998
- Campeonato Catarinense de Futebol Júnior - 2001

FC Sheriff
- Supercopa da Moldávia - 2003/04
- Campeonato da Moldávia - 2003/04
- Campeonato da Moldávia - 2006/07

Metropolitano
- Torneio Internacional (Áustria) - 2007

Guarani
- Campeonato Catarinense da Divisão Especial - 2012

Marcílio Dias
- Campeonato Catarinense - Divisão Especial: 2013